# Mamiya-16

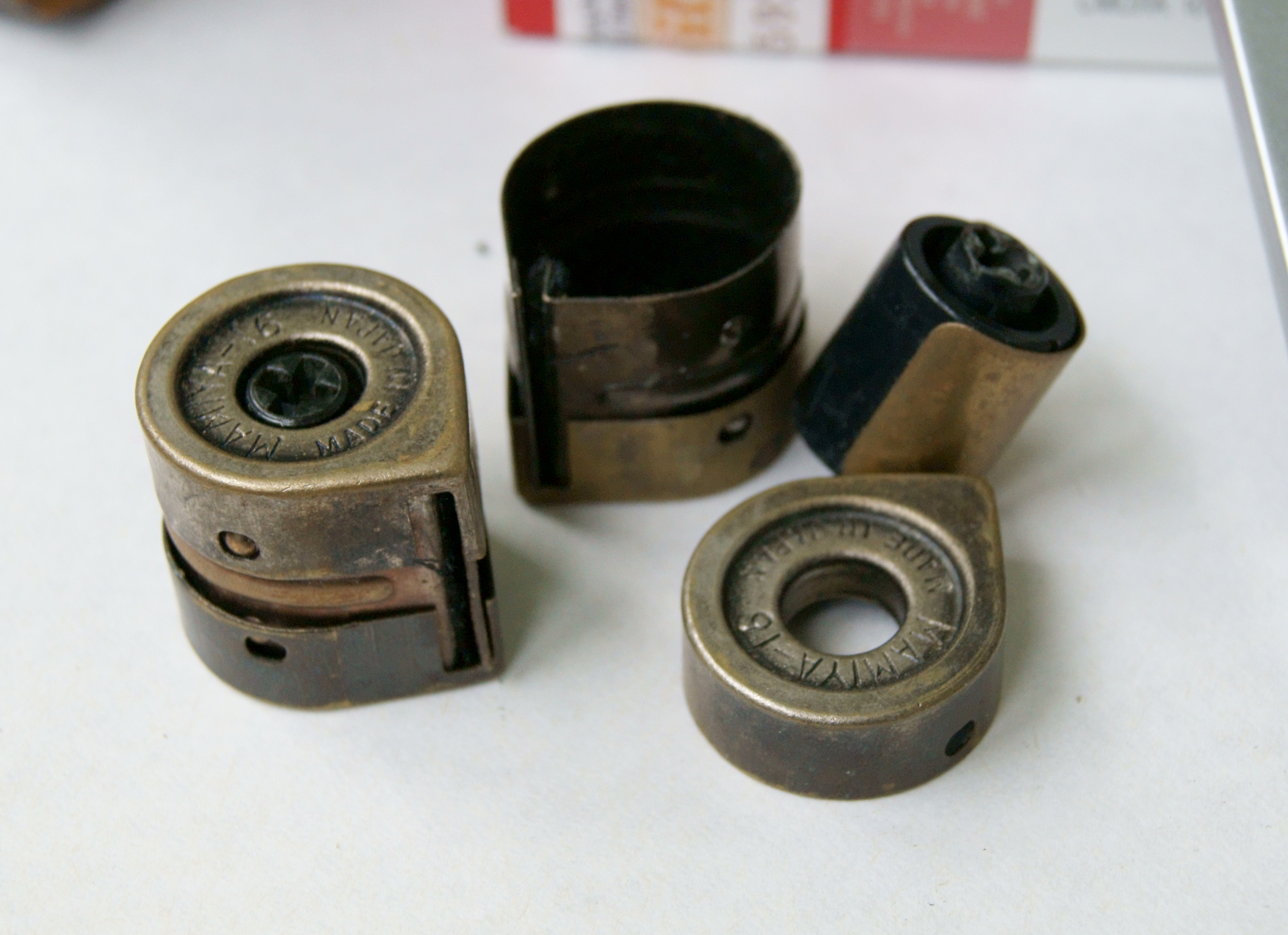
Один из вариантов кассет для камер Mamiya-16: одиночные, металлические, с защёлкивающейся крышкой

Mamiya-16 — семейство миниатюрных 16-мм фотоаппаратов, выпускавшихся японской компанией Mamiya на протяжении тринадцати лет, с 1949 по 1962 год. Камеры этой серии обладали отличными, для своего класса, характеристиками и были просты в использовании. Во всех камерах используется 16-мм неперфорированная плёнка, упакованная в кассеты ёмкостью до 20 кадров. Фокусное расстояние всех объективов серии — 25 мм, размер кадра 13×17 мм.
В пределах одной модели Mamiya также вносила в дизайн камер небольшие косметические изменения, таким образом две камеры одинаковой модели могут внешне отличаться друг от друга. Часть камер продавалась в комплекте со вспышкой.
Кассеты с плёнкой для серии Mamiya-16 выпускались различного вида: сдвоенные (как для «Киев-Вега»), раздельные, металлические, пластиковые, с защёлкивающейся или завинчивающейся крышкой. Тем не менее, кассеты для всех аппаратов серии взаимозаменяемы.
Уникальные кассеты — проблема многих 16-мм камер. Отсутствие стандарта на кассеты и, как следствие, несовместимость кассет различных производителей, трудности с приобретением плёнки для аппаратов Mamiya стало одной из причин падения спроса на камеры и прекращение их производства.

## Mamiya-16
Камера выпускалась с 1949 по 1950 год. Объектив: относительное отверстие 1:3,5, диафрагма от 3,5 до 11, выдержки от 1/100 до 1/25 и «B» (ручная). Первая модель обладала объективом, жёстко установленным на гиперфокальное расстояние. В комплекте были 2 насадочные линзы и 2 светофильтра, крепящиеся перед объективом. Рамка видоискателя выдвигалась, заодно выполняя функцию защитной шторки объектива, а также, в убранном состоянии, выполняя роль блокиратора кнопки спуска от случайного нажатия. Основная масса аппаратов была серебристого цвета, но выпускался также вариант и в корпусе чёрного цвета.

### Mamiya-16 полицейская
Выпускался в 1949 году. Аналогична обычной модели, но с поясным креплением. Редкая модель.

## Mamiya Super 16

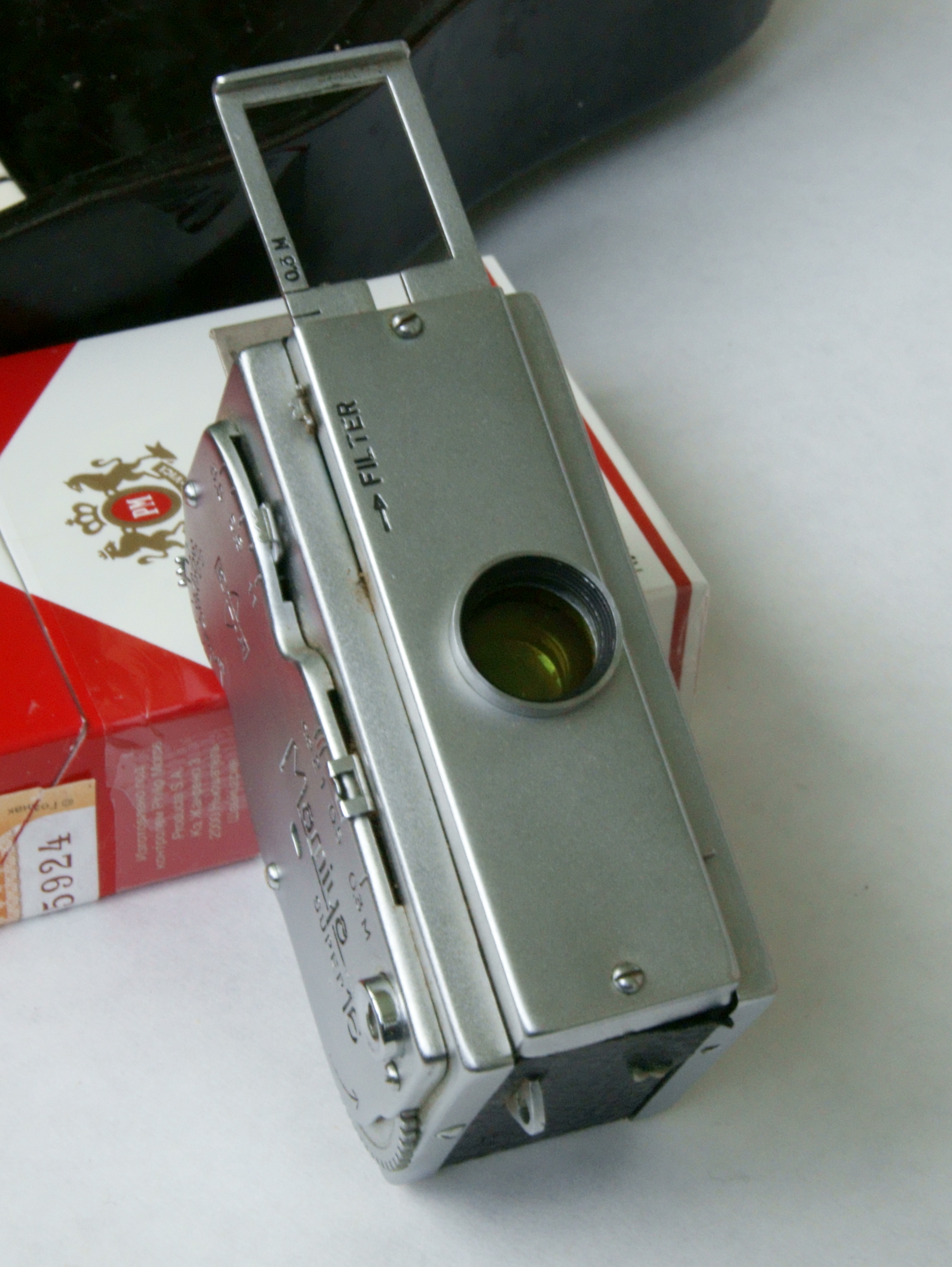
Камера Mamiya Super-16 с выдвинутым видоискателем и фильтром

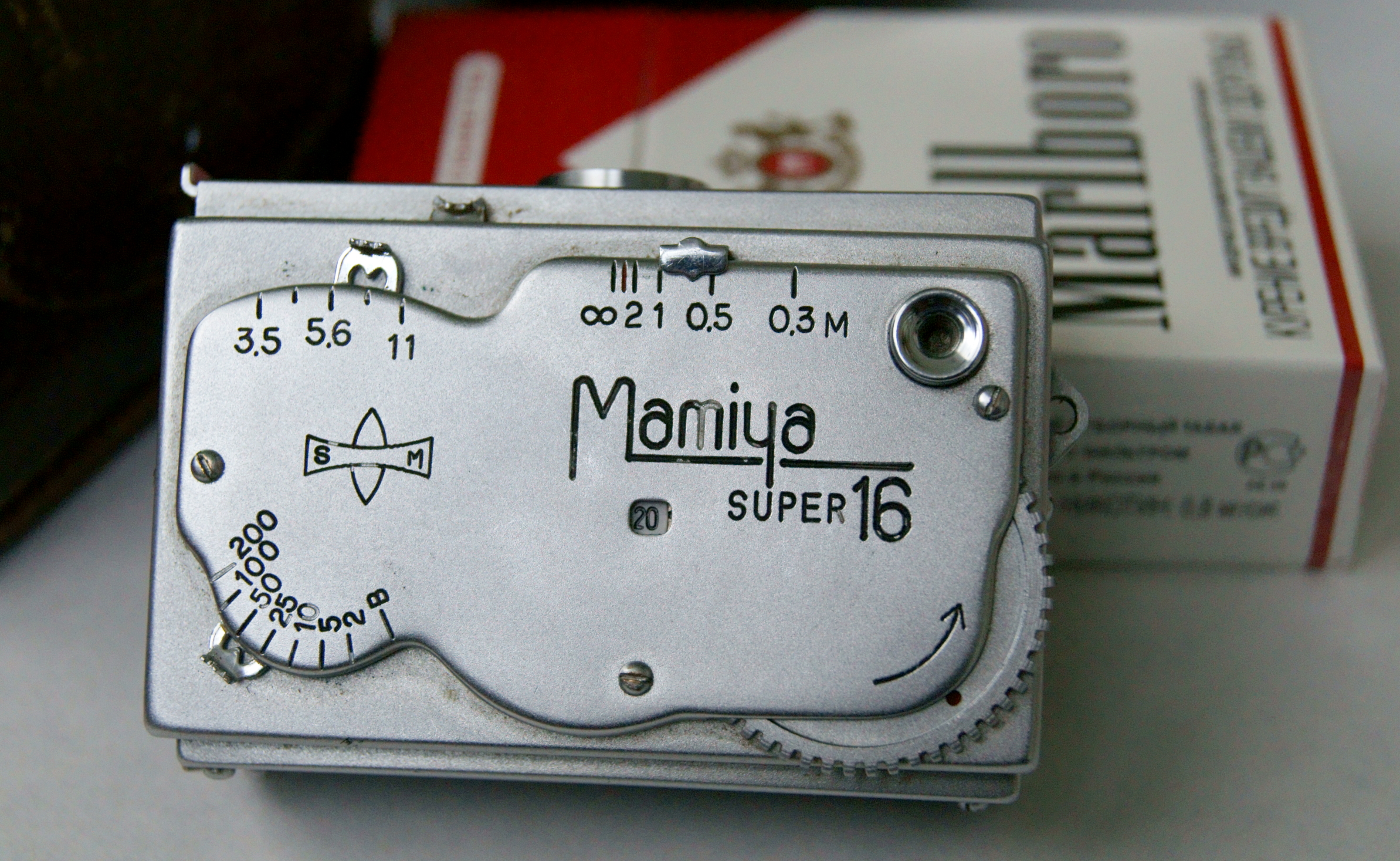
Лицевая часть камеры Mamiya Super-16 с органами управления

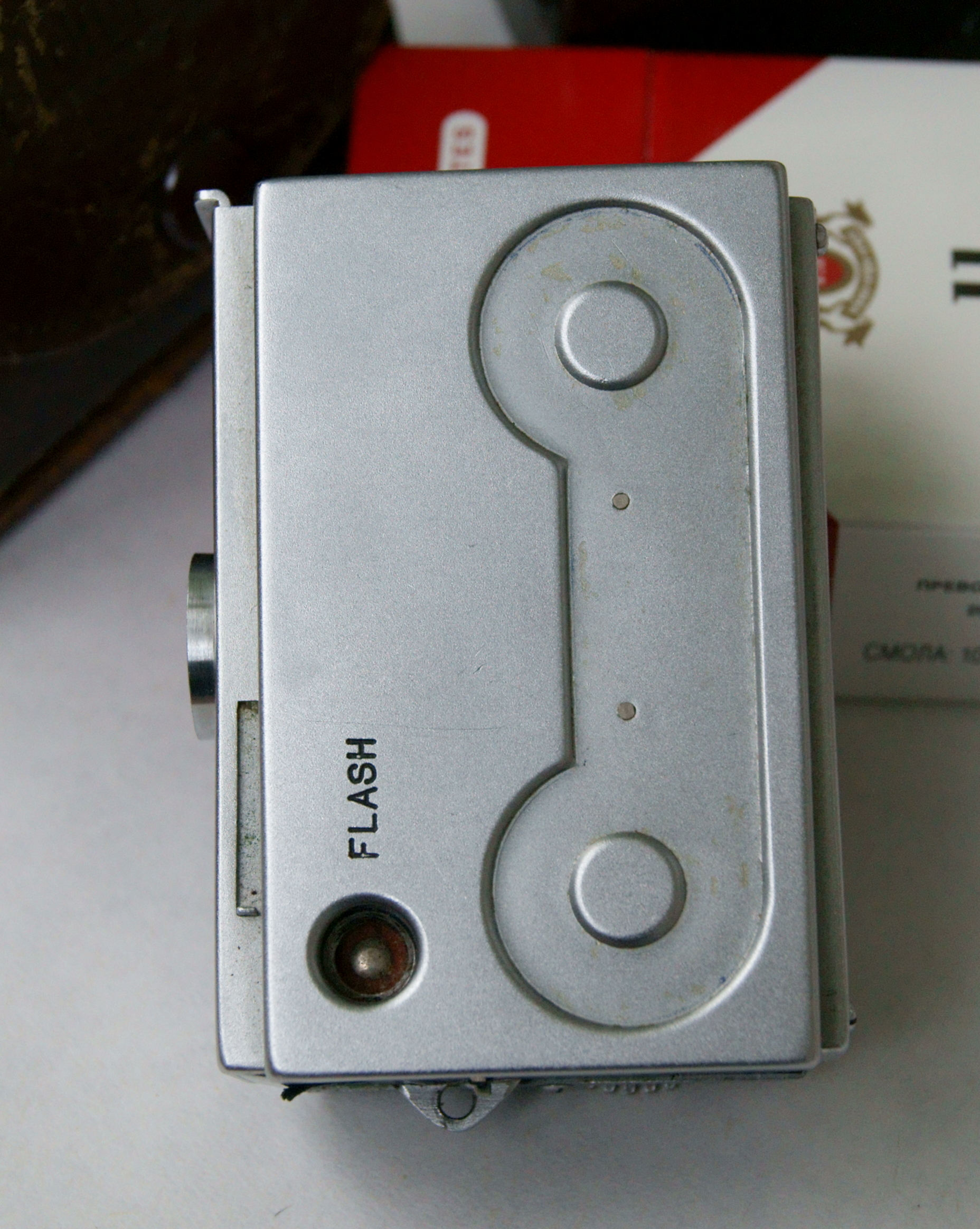
Задняя часть камеры Mamiya Super-16 с синхроконтактом и шторкой, закрывающей прорезь для смены светофильтров

«Mamiya-16» оказалась удачной и востребованной камерой и к 1951 году компания разработала обновлённую модель, назвав её «Mamiya Super-16». Несмотря на то, что внешний вид камеры изменился не сильно и аппарат комплектовался таким же объективом из четырёх линз, с относительным отверстием 1:3,5 (f3,5—11), в конструкцию были внесены значительные изменения:
1. Появилась возможность фокусировки от 0,3 м до бесконечности
2. У выдвижного видоискателя появилась возможность коррекции параллакса
3. Увеличилось количество скоростей затвора: B (ручная), 1/2—1/200
4. Перед объективом появилась шторка со сменными фильтрами, небольшой рычажок позволял быстро надвинуть фильтр. Менять фильтры можно через небольшое отверстие на боку камеры. Производилось несколько различных фильтров для этой модели: жёлтый, зелёный, красный, ультрафиолетовый, 85B и нейтральный.
5. Добавлен синхроконтакт для вспышки. Синхроконтакт расположен внизу камеры, внутри крепления для штатива, поэтому оборудование для вспышки можно использовать только оригинальное, но это же крепление возможно использовать и для обычного штатива.

Компания экспериментировала с различными типами кассет, выпуская сначала парные одиночные, а впоследствии одну сдвоенную кассету с плёнкой.
Значения глубины резкости при различных значениях диафрагмы и расстояния (в футах):
| Значение диафрагмы | 3 фута  | 6 футов | 12 футов | ∞     |
| ------------------ | ------- | ------- | -------- | ----- |
| 3,5                | 2,7—3,3 | 5—7     | 9—12     | 28--∞ |
| 5,6                | 2,6—3,5 | 4,5—9   | 7—36     | 18--∞ |
| 8                  | 2,5—3,8 | 4,1—11  | 6--∞     | 13--∞ |
| 11                 | 2,3—4,3 | 3,7—17  | 5--∞     | 9--∞  |

### 1-е поколение
1951—1956. Mamiya много вложила в продвижение этой модели, выпускавшейся в течение 6 лет, до 1956 года, и Super-16 1-го поколения является самой распространённой камерой этой серии.
Надписи «Model I» на самой камере нет. Отличительная особенность камер первого поколения — на шкале выбора диафрагмы нанесены только числа 3,5, 5,6 и 11. На всех остальных камерах Super-16 промаркированы все деления.
На самые первые камеры этой модели, выпущенные в начале 1951 года, нанесена надпись «Made in Occupied Japan», в дальнейшем заменённая на обычную «Made in Japan».
Шкалы расстояний могут быть промаркированы в метрах или футах, числа выдавлены на крышке.
Камеры часто продавались в комплекте с тремя кассетами, чехлом и, иногда, вспышкой.

### 2-е поколение
В 1957 году Mamiya выпустила улучшенный вариант камеры, обозначив его как «Mamiya-16 Super (II)». Усовершенствования нельзя назвать значительными.
- На шкале выбора диафрагмы промаркированы все деления, от 3,5 до 11
- Значения расстояния до объекта на шкале фокусировки выполнена в виде пластиковой полоски, а не выгравированы. Это позволило унифицировать производство корпусов для метрической системы, в метрах, и рынка США, в футах
- Колесо перемотки плёнки снабдили дополнительными функциями, напоминающими о типе плёнки (цветная, чёрно-белая), светочувствительности в единицах DIN и ASA и т. д.
- Добавилась маркировка «CUTE» на объективе.

### 3-е поколение
В 1959 году вышла очередная редакция камеры Super-16. Функционально от модели 2-го поколения нет никаких отличий. Только надпись «Model III» на верхней крышке.

#### Tower 16
Торговая сеть Sears продавала в 1959 году камеры Mamiya Super-16 Model III, под маркой «Tower». Эти камеры дороже, отличаются внешним видом и пользуются бо́льшим спросом у коллекционеров.

## Mamiya 16 Automatic
Также обозначалась как «Revue-16 Automatic»
В этой модели добавился селеновый экспонометр. Поскольку светочувствительный элемент экспонометра занял место выдвижного видоискателя, в конструкцию последнего также были внесены изменения. Вместо выдвижного был сконструирован отщёлкивающийся, поворотный видоискатель. В результате внесённых конструктивных изменений увеличились общие габариты аппарата.
Название «Automatic» происходит из-за наличия режима «auto» для выбора экспозиции, хотя это не совсем автоматический режим в современном представлении. Больше всего съёмка в этом режиме похожа на современный режим «приоритет выдержки». Обычный процесс съёмки в этом режиме выглядит так:
1. Перевести кадр
2. Установить требуемую выдержку
3. Вращать колёсико экспозиции так, чтобы указатель совпал с указателем экспонометра. Это позволит «автоматически» установить нужную экспозицию

В действительности колёсико выбора экспозиции и есть установка диафрагмы, но значения не промаркированы для упрощения использования. Однако многие покупатели желали работать в ручном режиме и были озадачены отсутствием возможности выбора диафрагмы, поэтому в конструкцию камеры была добавлена возможность посмотреть значение выбранной диафрагмы в маленьком окошке на краю корпуса.
Mamiya-16 Automatic переняла большинство интересных возможностей своей предшественницы, Super-16: объектив с возможностью фокусировки, сдвижной фильтр. Сам объектив изменился, теперь это стала группа из 3-х оптических элементов, с диафрагмой от 2,8 до 16. Скорости затвора остались прежние, B (ручная), 1/2-1/200. Контакт для вспышки стал стандартным башмаком.
Так же как и у остальных камер, модель делалась с небольшими изменениями, в частности комплектовалась как круглымы фильтрами от серии Super, так и квадратными.

## Mamiya-16 Delux
Поскольку камера Mamiya-16 Automatic со встроенным экспонометром была крупнее предшествующих ей камер с ручными настройками, компания приняла решение о выпуске камеры с меньшими габаритами, но без экспонометра. В 1961 году увидела свет модель Mamiya-16 Delux. Это переработанная версия Super-16 с новым дизайном, совсем немного увеличенными габаритами и улучшенной оптикой. Объектив как у камеры Mamiya-16 Automatic, с относительным отверстием 1:2,8. Возможность выбора диафрагмы от 2,8 до 16. По сравнению с Super-16 также увеличен диапазон скоростей затвора: «B» (ручная), 1/5—1/200. Сдвижной фильтр, но квадратный, отличный от фильтров предыдущих камер и невзаимозаменяемый с ними. Два крепления для штатива, чтобы была возможность использования вспышки.

## Mamiya-16 EE
1962. Обновлённая версия камеры Mamiya-16 Automatic со встроенным экспонометром и аналогичными габаритами. Единственное отличие — в комплекте поставки вместо жёлтого фильтра поставлялся нейтральный (4х или 2 eV).